# Adrián Annus
Adrián Zsolt Annus [ˈɒdriaːn ˈɒnːuʃ] (* 28. Juni 1973 in Szeged) ist ein ehemaliger ungarischer Hammerwerfer. Er wurde 2002 Europameister und im Jahr darauf Vizeweltmeister und hält auch den ungarischen Landesrekord. Neben seinen Erfolgen wurde er aber auch des Dopings überführt und ist damit einer von vielen Hammerwerfern der späten 90er- und 2000er Jahre, die positiv auf verbotene Substanzen getestet wurden. So wurde im beispielsweise seine Goldmedaille bei den Olympischen Spielen 2004 in Athen nachträglich wieder aberkannt.

## Sportliche Laufbahn
Erste internationale Erfahrungen sammelte Adrián im Jahr 1992 bei den Juniorenweltmeisterschaften in Seoul, bei denen er mit einer Weite von 63,18 m den elften Platz belegte. 1996 nahm er dann erstmals an den Olympischen Spielen in Atlanta teil, schied dort aber mit 72,58 m in der Qualifikation aus. Zwei Jahre später erreichte er bei den Europameisterschaften in Budapest das Finale und erreichte dort mit einem Wurf auf 77,29 m den achten Platz, ehe er bei den Olympischen Spielen 2000 in Sydney mit 75,41 m erneut in der Qualifikation ausschied.
Bei den Leichtathletik-Weltmeisterschaften 2001 in Edmonton wurde er mit 78,10 m im Finale Neunter und gewann anschließend bei der Sommer-Universiade in Peking mit einer Weite von 77,73 m die Bronzemedaille hinter dem Italiener Nicola Vizzoni und Wladyslaw Piskunow aus der Ukraine. Im Jahr darauf feierte er bei den Europameisterschaften in München mit dem Gewinn der Goldmedaille den größten Erfolg seiner Karriere und beförderte dort den Hammer auf 81,17 m. Anschließend wurde er beim IAAF Grand Prix Final in Paris mit 80,03 m Zweiter hinter dem Japaner Kōji Murofushi und siegte beim World Cup in Madrid mit 80,93 m. Am 10. August 2003 stellte er in Szombathely mit 84,19 m einen neuen ungarischen Landesrekord auf und steht damit auf Platz neun der ewigen Bestenliste (Stand: März 2020). Kurz darauf gewann er bei den Weltmeisterschaften in Paris/Saint-Denis mit einem Wurf auf 80,36 m die Silbermedaille hinter dem Weißrussen Iwan Zichan. 2004 nahm er zum dritten Mal an den Olympischen Spielen in Athen teil und gewann dort ursprünglich mit 83,19 m die Goldmedaille. Als er jedoch zweimal eine Dopingkontrolle verweigert hatte, wurde ihm vom Internationalen Olympischen Komitee (IOC) die Goldmedaille nachträglich aberkannt, und der Japaner Kōji Murofushi wurde zum Sieger erklärt. Außerdem wurde Annus für zwei Jahre gesperrt. Labortests hatten Hinweise darauf ergeben, dass einige der von ihm abgegebenen Dopingproben von unterschiedlichen Personen stammten.
Nach Ablauf seiner Sperre im Jahr 2007 versuchte Annus ein Comeback, beendete aber am 4. August 2007 bei einem Meeting in Nikiti nach 15 Jahren seine Karriere als aktiver Profisportler.
In den Jahren 1996 und 2002 bis 2004 wurde Annus ungarischer Meister im Hammerwurf. Er wurde zu Beginn seiner Karriere von seinem Vater Géza Annus trainiert, ehe er 1989 von seiner Heimatstadt Gyula nach Szombathely zog und dort zuerst von Simon Gyula gecoacht, ehe er vom ungarischen Erfolgscoach Pál Németh betreut wurde. Zudem war auch Vida József sein Trainer.

## Auszeichnungen
- Sportler des Jahres: 2003
- Ehrenbürger der Stadt Gyula